# 새미 벤지오
새미 벤지오(Samy Bengio)는 애플의 AI와 머신러닝 연구소에서 활동하는 캐나다의 컴퓨터 과학자이다. 과거에는 구글에서 오랜 기간 과학자로서 일했다. 기계 학습에서 일하는 대형 연구원 그룹을 주도한 인물이다. 벤지오는 자신에게 어떠한 예고도 받지 못한 채 구글이 자신의 보도 기자 팀닛 게브루를 해고한 직후 구글을 떠났다. 당시 벤지오는 게브루에게 일어난 일에 망연자실했다고 언급했다. PyTorch의 조상인 Torch를 2002년 개발한 3명의 개발자 중 한 명이기도 하다. PyTorch는 오늘날 2개의 최대의 기계 학습 프레임워크 가운데 하나이다.